# 福 (长篇小说)
《福》（英語：Foe），是南非英語作家约翰·马克斯韦尔·库切的长篇小说。该长篇小说出版后得到《华盛顿邮报》、《纽约时报》的盛誉。

## 写作和出版
1986年，《福》写作完成和发表。

## 内容
《福》讲述“苏珊·巴顿”的海外旅程。
苏珊·巴顿的女儿被人绑架了，苏珊从欧洲英国坐船到南美洲巴西，但是归途中，苏珊不幸流落到荒岛，他遇到了鲁滨逊和他的随从“星期五”，苏珊回到英国之后，找到小说家“福”，请他帮忙写了自己的传奇经历，不过，“福”却在小说里胡编乱造。

## 主题和风格
部分评论家认为库切的《福》是描写“女权主义”。

## 影响
库切的这部长篇小说受到英国小说家丹尼尔·笛福《鲁滨逊漂流记》的深刻影响。

## 译著
简体中文版本已经由翻译家王敬慧翻译出版。